# Betulia liberata
Pour les articles homonymes, voir Betulia.
La Betulia liberata (La Béthulie libérée) K. 118/74c est un oratorio de Wolfgang Amadeus Mozart composé en 1771 pour Padoue lors du premier voyage en Italie, sur un livret de Pietro Metastasio, inspiré du Livre de Judith de la Bible.

## Historique
On ne connaît que très partiellement les circonstances de la composition de cet oratorio. Leopold Mozart et son fils sont partis de Vienne pour leur premier voyage en Italie et sont arrivés à Padoue le 13 mars 1771. Ce même jour, Wolfgang a reçu une commande pour écrire un oratorio pour la ville de Padoue. Le 14, Leopold écrit à son épouse depuis Vicence et l'informe que Wolfgang doit écrire un oratorio pour Padoue, qu'il remettra quand il voudra. Le 19 juillet 1771, Leopold écrit de Salzbourg au comte Gian Luca Pallavivini à Bologne, lui disant que l'oratorio a été commandé par Don Giuseppe Ximenes, Prince d'Aragon. Ximenes était un amateur de musique et un personnage important dans le monde musical de Padoue. On peut penser que Mozart a terminé l'oratorio après son retour à Salzbourg. On ne sait pas si le manuscrit a été envoyé à Padoue ni si l'œuvre a été exécutée. De manière certaine, une Betulia liberata du compositeur Giuseppe Calegari a été jouée à Padoue en 1771. Il est possible que la composition de Calegari ait remplacé celle de Mozart qui soit n'aurait pas été acceptée soit serait arrivée trop tard.
Il était habituel en Italie à cette époque de remplacer les opéras par des oratorios au moment du Carême. L'oratorio devenait une espèce d'opera seria sans costumes ni effets scéniques.
Le livret de Métastase ne se centre pas sur les personnages de Judith ou d'Holopherne, mais sur la conversion du prince ammonite Achior, qui rejoint le camp des Juifs. Dans la première partie, Judith quitte la Béthulie. Dans la seconde, elle apparaît inspirée par Dieu. Achior doute du récit de Judith jusqu'à ce qu'elle présente la tête d'Holopherne.

## Rôles
| Rôle                               | Tessiture |
| ---------------------------------- | --------- |
| Ozias, prince de Béthulie          | ténor     |
| Judith, veuve de Manassé           | contralto |
| Amital, une noble Israélite        | soprano   |
| Achior, prince des Ammonites       | basse     |
| Cabri et Carmi, meneuses du peuple | sopranos  |
| Habitants de Béthulie              | chœur     |

## Synopsis

### Première partie
Les Israélites se sont réfugiés dans la ville de Béthulie pour résister au siège d'une armée assyrienne. Afin de mieux connaître son ennemi, Holopherne, chef des Assyriens, demande à Achior de devenir ami des Israélites et Achior répond qu'ils ne peuvent être vaincus tant qu'ils restent fidèles à leur dieu. Holopherne, qui n'admet aucun autre dieu que Nabuchodonosor, bannit Achior vers Béthulie.
Dans Béthulie, Ozias se révolte. Il y a ceux qui croient que, pour éviter les effets terribles du siège assyrien (coupure de l'approvisionnement en eau, etc.), il vaudrait mieux se soumettre plutôt que continuer à résister. Ozias demande cinq jours de plus; sûrement que Dieu les sauvera. Judith, quand elle entend cela, interrompt le deuil de son mari, Manassé, qui est mort d'un coup de soleil en surveillant la récolte d'orge. Elle veut faire comprendre à Ozias et aux Béthuliens que c'est une erreur de désespérer de la grâce de Dieu et de le défier en fixant des limites. Et elle leur dit qu'elle a conçu un plan risqué pour mettre fin au siège; ils doivent la retrouver à la porte le soir même.
À la porte, Ozias est surpris de voir Judith habillée, parfumée et ornée de pierres précieuses. Elle annonce qu'elle quitte la ville avec une seule servante. Ozias est horrifié en pensant à ce qui pourrait arriver, mais décide de faire confiance à Judith et lui dit au revoir.

### Deuxième partie
Bien qu'ils meurent de faim, Ozias et Achior trouvent assez d'énergie pour entamer une discussion théologique. Achior ne comprend pas pourquoi Ozias et les Israélites sont heureux de croire en un Dieu unique; Ozias s'oppose à l'idée qu'un dieu ne peut être parfait que s'il est unique. Amital entre, toujours préoccupée par la situation de Béthulie. Elle est interrompue par une grande agitation du côté de la porte : Judith est de retour.
Judith explique que, pendant la nuit, elle est allée au camp des Assyriens et qu'elle a été acceptée dans la tente d'Holopherne. Là, elle a attendu que son ennemi ait mangé et se soit enivré. Après avoir ramassé son épée, elle a coupé la tête en deux coups. Aucun détail scabreux n'est épargné: « Le tronc séparé est tombé sur un sol ensanglanté. J'ai couvert la tête à demi-vivante tremblante sous la main qui la protégeait ». Pour prouver la vérité de son histoire, elle tire brusquement la tête coupée d'un sac que porte sa servante. Achior le reconnaît de suite et s'évanouit, mais bientôt il récupère ses esprits et répudie sa religion polythéiste. L'oratorio s'achève avec le chœur des gens de Béthulie qui adressent une prière à Dieu.

## Action

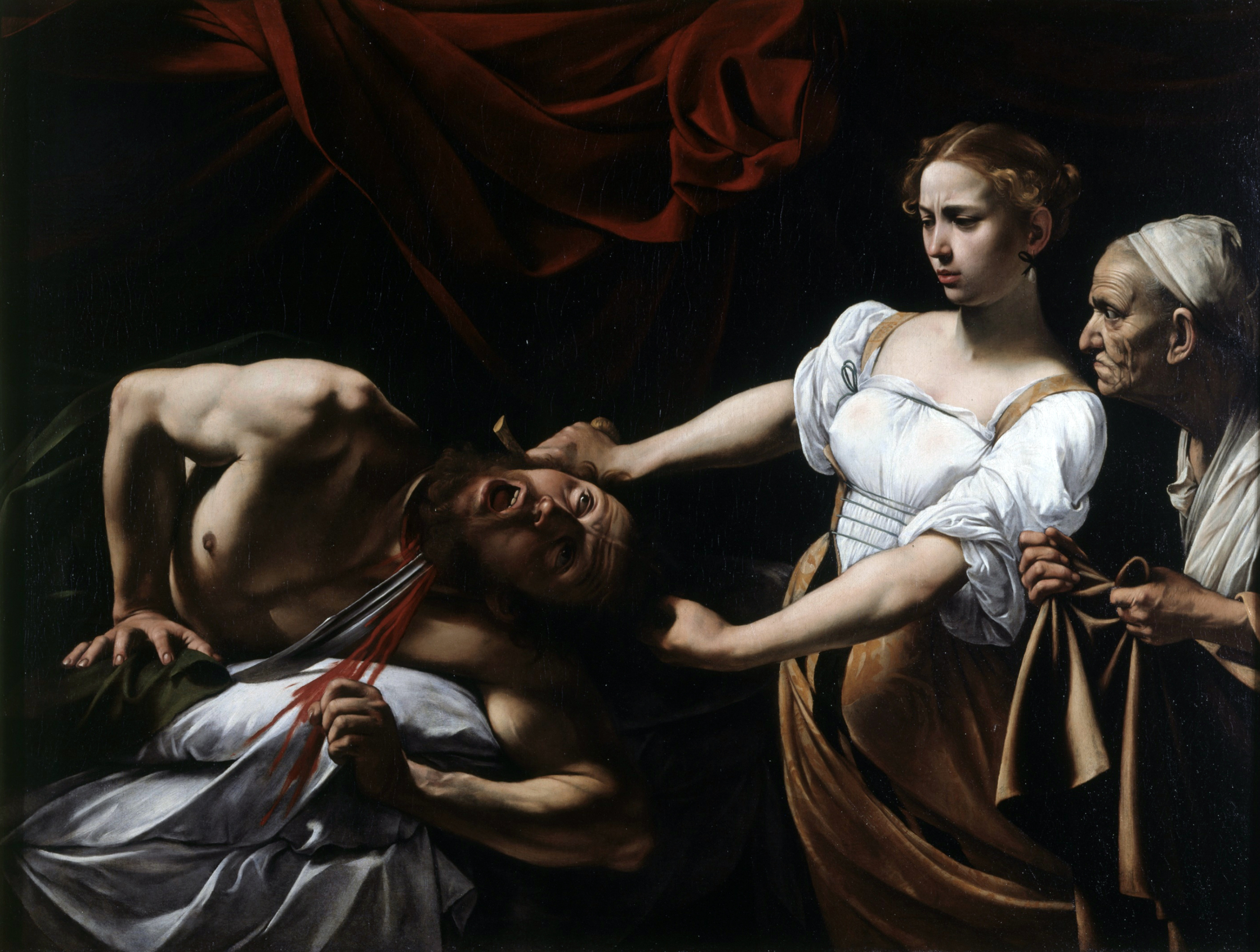
Judith et Holopherne, par Le Caravage.

- Récitatif : Popoli di Betulia (Ozias)
- Air : D'ogni colpa la colpa maggiore (Ozias)

La ville de Béthulie est assiégée par une armée assyrienne, commandée par Holopherne. La misère est indescriptible. Ozias accuse ses compatriotes de lâcheté. Leur crainte est pire que n'importe quel ennemi, car ce manque de confiance est une offense à Dieu.
- Récitatif : E in che sperar? (Cabri, Amital)
- Air : Ma qual virtù non cede (Cabri)

Cabri et Amital décrivent la misère qui règne à Béthulie. La vertu ne saurait résister à une telle détresse, disent-ils.
- Récitatif : Già le memorie antiche (Ozias, Cabri, Amital)
- Air : Non hai cor (Amital)
- Récitatif : E qual pace sperate (Ozias, Amital, chœur)

Ozias exhorte Cabri et Amital à ne pas perdre la foi. Cabri rétorque qu'Holopherne a l'intention de faire mourir de soif la population de Béthulie, car il s'est emparé de toutes les sources. Amital accuse Ozias d'être responsable, par son inflexibilité, de toute cette détresse. Mieux vaudrait se rendre à l'ennemi et périr par lui que de mourir de soif dans d'atroces souffrances. Ozias cède mais demande un délai de quatre jours au cours desquels il faut espérer que Dieu leur prêtera assistance.

## Structure

### Parte prima (première partie)
1. Overtura - partition
2. Recitativo: Popoli di Betulia (Ozia) - partition
3. Aria no 1: D’ogni colpa la colpa maggiore (Ozia) - partition
4. Recitativo: E in che sperar? (Cabri, Amital) - partition
5. Aria no 2: Ma qual virtù non cede (Cabri) - partition
6. Recitativo: Già le memorie antiche (Ozia, Cabri, Amital) - partition
7. Aria no 3: Non hai cor (Amital) - partition
8. Recitativo: E qual pace sperate (Ozia, Amital, Coro) - partition
9. Aria con il Coro no 4: Pietà, se irato sei (Ozia, Coro) - partition
10. Recitativo: Chi è costei che qual sorgente aurora (Cabri, Amital, Ozia, Giuditta) - partition
11. Aria no 5: Del pari infeconda (Giuditta) - partition
12. Recitativo: Oh saggia, oh santa (Ozia, Cabri, Giuditta) - partition
13. Aria con il Coro no 6: Pietà, se irato sei (Ozia, Coro) - partition
14. Recitativo: Signor, Carmi a te viene (Cabri, Amital, Carmi, Ozia, Achior) - partition
15. Aria no 7: Terribile d’aspetto (Achior) - partition
16. Recitativo: Ti consola, Achior (Ozia, Cabri, Achior, Giuditta) - partition
17. Aria no 8: Parto inerme, e non pavento (Giuditta) - partition
18. Coro no 9: Oh prodigio! Oh stupor! (Coro) - partition

### Parte seconda (seconde partie)
1. Recitativo: Troppo mal corrisponde (Achior, Ozia) - partition
2. Aria no 10: Se Dio veder tu vuoi (Ozia) - partition
3. Recitativo: Confuso io son (Achior, Ozia, Amital) - partition
4. Aria no 11: Quel nocchier che in gran procella (Amital) - partition
5. Recitativo: Lungamente non dura (Ozia, Amital, Coro, Cabri, Giuditta, Achior) - partition
6. Aria no 12: Prigionier che fa ritorno (Giuditta) - partition
7. Recitativo: Giuditta, Ozia, popoli, amici (Achior) - partition
8. Aria no 13: Te solo adoro (Achior) - partition
9. Recitativo: Di tua vittoria (Ozia, Amital) - partition
10. Aria no 14: Con troppa rea viltà (Amital) - partition
11. Recitativo: Quanta cura hai di noi (Cabri, Carmi, Ozia, Amital) - partition
12. Aria no 15: Quei moti che senti (Carmi) - partition
13. Recitativo: Seguansi, o Carmi (Ozia, Amital, Cabri, Achior, Giuditta) - partition
14. Aria con il Coro no 16: Lodi al gran Dio (Giuditta, Coro) - partition

Durée d'interprétation : environ 2 h 20

### Orchestration
| Instrumentation de la Betulia liberata                                             |
| Voix                                                                               |
| Solo : 3 sopranos, contralto, ténor, basse Chœur : sopranos, altos, ténors, basses |
| Cordes                                                                             |
| premiers violons, seconds violons, altos, violoncelles, contrebasses               |
| Bois                                                                               |
| 2 hautbois, 2 bassons                                                              |
| Cuivres                                                                            |
| 2 cors en ré, 2 cors en do, 2 trompettes en ré                                     |
| Clavier                                                                            |
| 1 clavecin dans les récitatifs secs                                                |